# Легендарные кайфоломы и их реальная жизнь
«Легендарные Кайфоломы и их реальная жизнь» — серия комиксов авторства Джерарда Уэя и Шона Саймона. Комикс является продолжением Danger Days: The True Lives of the Fabulous Killjoys — концептуального альбома группы My Chemical Romance, сюжет описывает борьбу последователей команды Кайфоломов с деспотичной мегакорпорацией «Синдикат Лучшего Естественного Проживания» — «С.Л.Е.П.».
25 августе 2014 года состоялось российское издание комикса в формате TPB издательства «Комильфо».

## Сюжет
«Кайфоломы» — команда бунтарей, пожертвовавших жизнью ради спасения маленькой девочки от синдиката. Спустя 10 лет, команда стала легендой, символом сопротивления, а «Синдикат Лучшего Естественного Проживания» только расширил своё влияние. Теперь девочке предстоит выступить в роли спасителя в кровавой революции и покончить с тиранами.

## Производство
Джерард впервые объявил о проекте в 2009 году на комик-коне San Diego Comic-Con International, и в 2012 стало известно, что художник «легендарных кайфоломов» стала Бекки Клунан . Он отметил, что комикс будет заключительной частью истории и что она «не будет такой безумной, как ожидают фанаты». Уэй также описал комикс как «взрослая история о юной девушке», о персонаже, который сам выбирает свой собственный путь.

## График релизов
| Оригинальное название                              | Русское название                   | Даты выхода           |
| -------------------------------------------------- | ---------------------------------- | --------------------- |
| Выпуск № 1 — «Whatever Gets You Through the Night» | «Что б ни пришло к вам в эту ночь» | 12 июня 2013 года     |
| Выпуск № 2 — «Ghost Stations»                      | «Станции-призраки»                 | 10 июля 2013 года     |
| Выпуск № 3 — «Blind» или «Teenage Lightning»       | «Юная молния»                      | 14 августа 2013 года  |
| Выпуск № 4 — «Run!»                                | «Беги!»                            | 11 сентября 2013 года |
| Выпуск № 5 — «Waking the Destroya!»                | «Пробуждение разрушительника»      | 30 октября 2013 года  |
| Выпуск № 6 — «Boom!»                               | «Бум»                              | 1 января 2014 года    |